# Langue franco-vénitienne
La langue franco-vénitienne ou franco-italienne était une langue de culture répandue dans le nord de l'Italie, entre la ceinture subalpine et le bas Pô, entre le XIIIe et le XVe siècle. Cette langue était un mélange de mots français avec une syntaxe et une morphologie typiques des parlers du nord, en particulier de la Vénétie.

## Présentation
Un certain purisme linguistique à la mode pendant les XIXe et XXe siècles a pénalisé cette variété linguistique, accusée d'« hybridisme pathologique »,,. Cependant, la compétence linguistique des auteurs est souvent hors du commun.
La langue franco-vénitienne est caractérisée comme langue mixte (Mischsprache).
L'analyse de cette variété est rendue difficile par le fait que certains auteurs, comme Nicolas de Vérone se réfèrent à cette langue comme à du « français ». De plus, les ouvrages présentent une variété importante de variations lexicales et morphosyntaxiques selon l'époque et la région.
Nancy Bradley-Cromey note que cette variation a jeté des doutes sur l'intention des auteurs d'écrire dans une langue autre que le français, mais l'érudition de ces auteurs fait penser qu'ils étaient plutôt conscients des compétences linguistiques de leur public :

« Cette variation omniprésente a incité certains érudits à affirmer que les auteurs franco-italiens étaient généralement soit trop ignorants de l'ancien français pour utiliser la langue correctement, soit qu'ils souhaitaient, voulaient, et même croyaient dans certains cas, que leur français était correct. Nicolas de Vérone déclare dans le Pharsale : "Car çe ne sai nuls home en Paris ne en Valois/Que non die qe ces vers sont feit par buen françois." (Car je ne connais personne à Paris ou dans le Valois/qui ne dise que ces vers sont écrits en bon français.) D'autres ont soutenu que ces auteurs étaient suffisamment compétents pour utiliser la langue correctement, mais qu'ils avaient adopté l'hybride franco-italien pour s'adapter linguistiquement et thématiquement à leurs publics italiens. Dans le cas de l'Entrée d'Espagne, une érudition incontestable et peu commune vient étayer cette dernière thèse. Des travaux linguistiques récents révèlent que les deux principaux systèmes linguistiques ne sont pas synchrones. L'élément français, la langue écrite, remonte au français antérieur des chansons de geste et des romans et est donc anachronique dans son interaction avec l'italien contemporain des XIIIe et XIVe siècles, qui est inscrit en tant que langue parlée. »

— Nancy Bradley-Cromey, Franco-Italian Literature

## Ouvrages
Un recensement des ouvrages écrits en franco-vénitien est en cours.
La littérature franco-vénitienne ou franco-italienne de ces siècles concernait des poèmes chevaleresques et des œuvres didactiques.
Parmi les chefs-d'œuvre reconnus de cette production, on compte l’Entrée d'Espagne, chanson de geste qui fait partie du Cycle de Charlemagne.
Le Livre d'Enanchet marque le début de cette production littéraire pendant la première moitié du XIIIe  siècle. Sa vitalité termine avec le Huon d'Auvergne (1441).
D'autres ouvrages connus sont deux versions de la Chanson de Roland, l’Aquilon de Bavière de Raffaele de Verone, Karleto, qui raconte l'enfance de Charlemagne, et la Prise de Pampelune, attribuée à Nicolas de Vérone.